# Albolodúy
Albolodúy är en ort i Spanien.   Den ligger i provinsen Provincia de Almería och regionen Andalusien, i den södra delen av landet, 400 km söder om huvudstaden Madrid. Albolodúy ligger 385 meter över havet och antalet invånare är 763.
Terrängen runt Albolodúy är kuperad åt nordost, men åt sydväst är den bergig. Albolodúy ligger nere i en dal. Runt Albolodúy är det ganska tätbefolkat, med 83 invånare per kvadratkilometer. Närmaste större samhälle är Alhama de Almería, 9,7 km sydost om Albolodúy. Omgivningarna runt Albolodúy är i huvudsak ett öppet busklandskap.